# Tutti insieme all'improvviso
Tutti insieme all'improvviso è una serie televisiva italiana, trasmessa dal 15 gennaio 2016 al 17 febbraio 2016 su Canale 5, con protagonista il comico Giorgio Panariello. La regia è affidata a Francesco Pavolini.

## Trama
Walter, un veterinario trasferitosi venti anni fa in Africa, torna a Roma dopo la morte del fratello Filippo per prendersi cura della sua famiglia composta da Annamaria e dai suoi nipoti. Qui ritrova gli amici di gioventù Laura e Carlo, con cui lavorerà nella clinica di Filippo. Poco dopo viene a sapere che suo nipote Paolo è suo figlio. Quando Paolo lo viene a sapere decide di voler stare da solo e di partire senza dire niente a nessuno e senza sapere la meta. L'unica persona a cui fa l'ultima telefonata prima di partire è sua sorella Sara che prima che accadesse tutto questo dichiara il suo amore a Federica per poi scoprire di essere incinta e il bambino è di Luca. Paolo parte con Serena, la madre di Elena, con cui ha avuto anche una relazione segreta all'insaputa della figlia Elena che è innamorata di Paolo. Alla fine Walter riceve una visita inaspettata e scoprirà che sta per avere un figlio.

## Episodi
| Stagione       | Episodi | Prima TV |
| -------------- | ------- | -------- |
| Stagione unica | 16      | 2016     |

## Personaggi e interpreti
- Walter Brandi, interpretato da Giorgio Panariello.
 Veterinario, tornato a Roma dopo la morte del fratello, ha vissuto in Africa per 20 anni, assorbendone i modi di fare e di dire. Ama molto gli animali, e per questo decide di partecipare alla gestione della clinica veterinaria lasciata dal fratello. Cerca di creare un rapporto con la cognata Annamaria e con i suoi tre nipoti, Samuele, Sara, e soprattutto Paolo.
- Annamaria Cipriani in Brandi, interpretata da Lorenza Indovina.
 Moglie di Filippo e cognata di Walter, con cui ha avuto una brava notte d'amore. Disperata per la morte del marito, cerca di rimettere ordine nella sua vita e in quella dei tre figli Paolo, Sara e Samuele, ma l'arrivo di Walter non l'aiuterà di certo. È molto materna e affezionata ai suoi figli.
- Laura Cipriani, interpretata da Lucia Ocone.
 Sorella di Annamaria, ottima veterinaria, ha dedicato la sua vita alla clinica di Filippo. Schietta e sarcastica, ma molto dolce, ama molto la sorella e i nipoti. Ha un debole per Walter.
- Carlo, interpretato da Marco Marzocca.
 Amico di gioventù di Walter, Laura e Filippo, è molto legato ad Annamaria. Lavora allo shop della clinica, ma è ossessionato dal risparmio e dai soldi. Amico fedele, tende a pianificare la sua vita in modo molto prudente, cosa che lo rende l'esatto opposto di Walter.
- Paolo Brandi, interpretato da Giuseppe Maggio.
 È il figlio di Walter e Annamaria. È bello, inquieto e arrabbiato, specialmente dopo la morte del padre, nasconde un lato tenero e sensibile. Dongiovanni, fino a quando non arriva Elena, inizialmente mal sopporta l'arrivo dello zio, con cui il rapporto sarà sempre burrascoso. Ha una sorella, Sara, e un fratello, Samuele. I suoi migliori amici sono Luca e Adriano, con cui fa parte di una squadra di canottaggio.
- Sara Brandi, interpretata da Teresa Romagnoli.
 Sorella di Paolo e Samuele, è una ragazza dolce, timida, confusa, in apparenza semplice, ma nasconde in sé grandi conflitti. Sogna di diventare scrittrice, e, insieme al fratellino Samuele, apprezza subito la compagnia dello zio. A un certo punto si innamorerà dell'amica Federica scoprendo così di essere lesbica.
- Samuele Brandi, interpretato da Valerio Ardovino.
 Fratello di Paolo e Sara, è il piccolo di casa. Solare e affettuoso, è quello che ha sofferto di più la morte del padre. Per questo si è legato molto allo zio, che gli farà da mentore, aiutandolo con i piccoli grandi problemi della sua età. Ama molto i racconti dello zio sugli animali africani.
- Mamy, interpretata da Felicitè Mbezelè.
 Tata e tuttofare in casa Brandi. Di origine africana ma romanissima d'adozione, vede male l'arrivo di Walter, che accusa di portare solo scompiglio e disordine, ma con cui creerà siparietti davvero divertenti, soprattutto all'ora di colazione.
- Luca, interpretato da Vittorio Emanuele Propizio
 Amico di Paolo e Adriano, con cui fa parte di una squadra di canottaggio. Goffo, timido e impacciato, ha un cuore d'oro. È innamorato di Sara, ma è un amore non corrisposto, ed invidia un po' le prodezze degli amici con le donne.
- Adriano interpretato da Romano Reggiani.
 Inseparabile amico di Paolo e Luca, adora fare festa e andare a caccia di donne con loro. Fa il dj alle feste, e perde la testa per Federica. Pratica il canottaggio con i due suoi migliori amici.
- Federica, interpretata da Federica Sabatini.
 Bella, estroversa, vivace, un vero tornado. Sa incantare tutti quelli che la circondano, vuole diventare amica di Sara e ci riesce, scalzando Viola, da anni migliore amica di Sara. Intrattiene una relazione con Adriano, scatenando ancora di più la gelosia di Viola.
- Viola, interpretata da Valeria Perri.
 Storica amica di Sara, timida e insicura, è un'aspirane dj come Adriano, di cui è innamorata, ma che non la nota. È l'unica a non rimanere affascinata da Federica perché le porta via le attenzioni della amica di sempre e l'antipatia aumenta quando la ragazza si mette con Adriano.
- Elena, interpretata da Francesca Pasquini.
 Bellissima, elegante, intelligente, è l'unica ragazza che riesca a rubare il cuore a Paolo. Molto determinata riguardo ai suoi obiettivi, non va molto d'accordo con la madre. È figlia di Giacomo, azionista della clinica.
- Giacomo, interpretato da Enrico Mutti.
 Padre di Elena e marito di Serena, è co-proprietario della clinica. Sembra interessarsi più al profitto che agli animali. È sempre molto impegnato con il lavoro, risultando quindi un marito poco attento e amorevole.
- Serena, interpretata da Marjo Berasategui.
 Madre di Elena, moglie di Giacomo, è una donna bellissima, all'apparenza frivola ma molto determinata. Si è sposata molto giovane e ha avuto subito la figlia Elena, con la quale i rapporti sono molto burrascosi. Viene trascurata dal marito, cosa che la spinge a cercare attenzioni altrove.